# Monatshausen
Monatshausen ist ein Ortsteil der Gemeinde Tutzing im oberbayerischen Landkreis Starnberg.

## Geografie
Das Kirchdorf liegt etwa vier Kilometer westlich von Tutzing im Süden des Landkreises Starnberg am Südhang eines Ausläufers des Berndorfer Buchet.

## Geschichte
Bereits aus der Bronze- und Eisenzeit stammen mehrere Grabhügel im Maistättenwaldes südöstlich des Ortes.
Erstmals urkundlich erwähnt wird das Dorf 1078 als Manolteshusen, ein Graf Adelbert vermachte damals einen Hof an das Kloster Benediktbeuern.
Zunächst niedergerichtlich dem Landgerichtsbezirk Pähl unterstellt, wird Monatshausen 1597 Bestandteil der Hofmark Tutzing, die 1519 bis 1650 der Patrizierfamilie Dichtl zu Eigen war.  Auf die Dichtl folgen als Besitzer der Hofmark die Familien Heimhausen und Götzengrien, ehe sie 1730 an die Grafen von Vieregg kam.
In Monatshausen werden 1752 neun Anwesen genannt, vier sind der Hofmark Tutzing, zwei dem Kloster Benediktbeuern und je ein Anwesen der Herrschaft Seefeld, dem Hl. Geist Spital Weilheim und der Gmein grundbar. Der Kirchenzehnt gehörte dem Kloster Dießen.
Erst 1848 wurde die Patrimonialgerichtsbarkeit der Grafen von Vieregg aufgehoben.

## Sehenswürdigkeiten
In Monatshausen befindet sich die katholische Filialkirche St. Martin, eine kleine barocke Anlage mit Zwiebelturm aus dem 17. Jahrhundert.
Siehe auch: Liste der Baudenkmäler in Monatshausen

## Persönlichkeiten
- Markus Metzger (1879–1949), römisch-katholischer Ordensmann, Missionar und Märtyrer